# سفارة بوتسوانا في فرنسا
سفارة بوتسوانا في فرنسا هي أرفع تمثيل دبلوماسي لدولة بوتسوانا لدى فرنسا. تقع السفارة في باريس وهي تهدف لتعزيز المصالح البوتسوانية في فرنسا.

## وصلات خارجية
- قائمة سفارات بوتسوانا
- قائمة السفارات في فرنسا